# Lepidostoma inferius
Lepidostoma inferius is een schietmot uit de familie Lepidostomatidae. De soort komt voor in het Afrotropisch gebied.